# 埃尔多雷特国际机场
埃尔多雷特国际机场（英語：Eldoret International Airport）是肯尼亚共和国裂谷省省会埃尔多雷特的国际机场，是该国第三大机场。